# 安田尚義
安田 尚義（やすだ なおよし、 1884年4月19日 - 1974年12月24日 ）は、日本の歌人・歴史学者。
宮崎県児湯郡上江村（現高鍋町）に、父・義信、母・アグリの長男として生まれる。先祖は寛文17年（1667年）より高鍋藩秋月氏に仕えた狩野派の絵師である安田義成で、代々高鍋藩の絵師を務めた家柄。
1907年、早稲田大学高等師範部を卒業。大学時代には同県出身の若山牧水と親交を深めた。卒業後、函館商業学校・旧制第一鹿児島中学校で教鞭をとる。1922年、歌誌「潮音」に入会し太田水穂に師事。30年以上にわたり教職を務めるかたわら、歌誌『山茶花』の創刊を主宰する文筆活動も行った。1940年、鹿児島県史蹟主事となるも、1945年に故郷の高鍋に帰郷する。1949年、宮崎地方裁判所司法委員、宮崎家庭裁判所参与並びに調停委員に就任する。1952年、日向文庫第二編として『上杉鷹山』を発行して以降は、宮崎の地方史研究に情熱を注いだ。1953年、宮崎県文化賞を受賞。1967年、高鍋町名誉町民の称号が贈られた。
歌人で詩人でもある浜田到は旧制中学での教え子であり、その後『山茶花』にも参加した。

## 著書
- 『上杉鷹山』（日向文庫刊行会、1982年）
- 『秋月種茂と秋月種樹』（日向文庫刊行会、1982年）
- 『高鍋藩史話』（鉱脈社、1998年）